# Berengario da Carpi

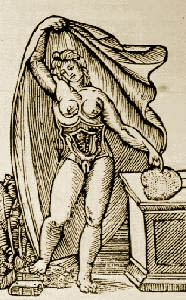
Anatomische Darstellung einer Schwangeren mit eröffnetem Unterleib

Jacopo Berengario da Carpi oder kurz Berengario da Carpi (auch: Giacomo, Jacobus, Petrus Berengarius oder Carpus; * um 1470 in Carpi; † 24. November 1530 in Ferrara) war der bedeutendste vorvesalische Anatom.
Sein Vater war Wundarzt oder Chirurg in Carpi. Seit seiner frühen Jugend wurde er in Anatomie unterrichtet.
In Pavia lehrte er Chirurgie und 1502 bis 1507 auch in Bologna. Über Ferrara zog er nach Rom, wo er mit der Behandlung der Syphilis gut verdiente.

Isagogae

1521 verfasste er eine sehr ausführliche Anatomie und im folgenden Jahr das anatomische Lehrbuch Isagoge, das unter anderem die Gießbeckenknorpel (Stellknorpel) des Kehlkopfes, den Wurmfortsatz des Blinddarms, das Herz und seine Koronararterien darstellt, sich aber noch auf die Anathomia seines Vorbildes, Mondino dei Luzzi, stützt. Er hing noch sehr der Autorität Galens an und übernahm zum Teil dessen Irrtümer.

## Schriften
Isagogae breves perlucidae ac uberrimae in Anatomiam humani corporis […]. Bologna  1524.